# Glocalisation
 (juillet 2014).
 (mai 2010).
Si vous disposez d'ouvrages ou d'articles de référence ou si vous connaissez des sites web de qualité traitant du thème abordé ici, merci de compléter l'article en donnant les références utiles à sa vérifiabilité et en les liant à la section « Notes et références ».
La glocalisation, traduction du néologisme anglais formé par le mot-valise « Globalisation » + « localisation », est au niveau marketing l'adaptation spécifique d'un produit ou d'un service à chacun des lieux où il est vendu, ou à chacune des cultures à laquelle il s'adresse. De manière plus large, la glocalisation est une notion pouvant aussi s'appliquer à de nombreux autres domaines (culturel, géopolitique, numérique, etc) en témoignant de l'imbrication complexe local/global.      

## Historique et applications du concept
À l'origine, le terme provient du concept japonais Dochakuka - techniques pour cultiver la terre s'adaptant aux conditions locales -, puis, dans les années 1980, refait surface dans la construction de modèles de commercialisation.
Le terme est introduit dans les années 1990 dans le vocabulaire anglais par le sociologue britannique Roland Robertson, de l'Université d'Aberdeen, en Écosse, et pour être approfondi plus tard par Zygmunt Bauman.
Le sociologue Blaise Galland, en 1995, a utilisé le terme de "glocalisation" pour caractériser l'effet des technologies de l'information sur l'aménagement du territoire. Il définit ce qui pourrait être une nouvelle phase de l'évolution urbaine comme: "le processus double par lequel la ville se décharge de sa fonction de production, d'échange et de traitement de l'information en la déplaçant dans le cyberespace, tout en développant, conséquemment, de nouvelles formes d'organisations socio-spatiales au niveau local."
Dans le domaine culturel et linguistique, Mario d'Angelo analyse les menaces qui pèsent sur la place du français dans le monde en se référant à la glocalisation: on assiste, conjointement, à un effet de réseau qui se traduit par un inexorable renforcement de l'utilisation de l'anglais dans des échanges globalisés et déterritorialisés dans le cyberespace et à la montée des identités culturelles locales qui se traduisent quant à elles par des demandes de légitimation institutionnelle d'idiomes en déclin et de dialectes en voie de codification (réalisation de dictionnaires, développement de l'écrit) s'accompagnant de constitution de communautés virtuelles.

## Concept
Robertson explique que le global n'est pas opposé au local, mais qu'au contraire il y a une « invention de la localité » permise par la globalisation.
Le concept de glocalisation implique donc que de nombreuses choses couramment définies comme locales (se référant à l’appropriation de l’universel dans des contextes locaux) ne sont que l’expression du local sous la forme de recettes généralisées de la mondialité. Plus encore, le local apparaît comme un produit mondial dans lequel le particulier constitue un aspect de la mondialisation plutôt que son contraire. Il existe donc toute une série de phénomènes locaux et localisateurs, comme le nationalisme, qui peuvent être compris comme des produits mondiaux, de sorte que les stratégies localisatrices elles-mêmes sont intrinsèquement mondiales. Dans le nouveau contexte mondial, la localité est continûment réinventée, ce qui implique un nouveau scénario d’hybridation globale,.
Le concept peut être rapproché de celui de « postmétropole », développé par le géographe américain Edward Soja, désignant la dernière des grandes restructurations urbaines. Tandis que dans les lieux classiques la sacralisation de l'espace contribue à la construction symbolique d'une identité collective locale consolidée, dans le « glolieu » l'espace sacralisé contribue à construire une identité promue, en partie connectée avec celle consolidée, mais avec une innovation symbolique marquée, qui la présente comme une synthèse mondialiste de tradition et de modernité. Si le glolieu incarne fidèlement l'essence du territoire, il contribuera à le transformer en un territoire prêt s'introduire sur le marché de la compétitivité et de l'excellence, et sera un outil supplémentaire de développement local qui favorisera son inclusion dans le système d'environnements productifs dynamiques.

## Exemples
- La glocalisation des technologies de communication sur internet permet aussi de fournir des services globaux comme il permet à des communautés locales d'améliorer leurs communications, alors la notion d'interne et externe devient plus floue, et la navigation sur la toile également plus fluide pour les particuliers.
- un VGN (virtual glocal network) est un réseau virtuel global ou mondial fermé conçu, construit et protégé des tiers non désirés, et géré comme s'il était local.
- Un bon exemple du glocal est l'euro, une face est dédiée à l'identité communautaire, l'autre aux symboles nationaux de chacun des pays.
- McDonald's est une chaine de restauration qui utilise le principe de glocalisation en offrant des mets inspirés du lieu où il est installé (local), avec des spécificités culturelles selon les pays (halal, casher, absence de viande de porc et/ou de boeuf...), tout en restant une entreprise multinationale.